# The Macallan
The Macallan ist eine Whiskybrennerei in Easter Elchies, Craigellachie, Banffshire, Schottland.
The Macallan ist Teil des Famous Grouse Blends.

## Geschichte
Am Ufer des Spey gelegen, war The Macallan eine der ersten legalen Brennereien in Schottland: Im Jahre 1824 bekam Alexander Reid die Brennlizenz. Als er 1847 starb, übernahm sein Sohn Alexander die Destillerie. Nach dessen Tod ging die Brennerei 1858 an James Shearer Priest und James Davidson, die diese 1886 an James Stuart, dem damals auch die Glen-Spey-Destillerie gehörte, veräußerten. 1892 wurde die Brennerei von Roderick Kemp erworben, dessen Familie das Unternehmen in den folgenden 100 Jahren erweiterte. Ab 1965 wurde die Zahl der Brennblasen deutlich erhöht: 1965 von 6 auf 12, 1974 auf 18 und 1975 auf 21. Im Jahr 1996 erwarb die Highland Distillers Ltd., zu der damals auch Bunnahabhain, Glenrothes und Highland Park gehörten und die ihrerseits 1999 von der Edrington Group gekauft wurde, die Brennerei.
Von jeher war The Macallan begehrt bei Blendmeistern, die ihn nach wie vor in ihren Blended Whiskys einsetzen. Als Single-Malt-Whisky in Flaschen trat er erstmals in den 1960er Jahren in Erscheinung, zunächst allerdings nur in der Whisky-Region Speyside. Erst 1980 wurde entschieden, The Macallan in größerem Rahmen innerhalb Großbritanniens auf den Markt zu bringen.

## Produktion

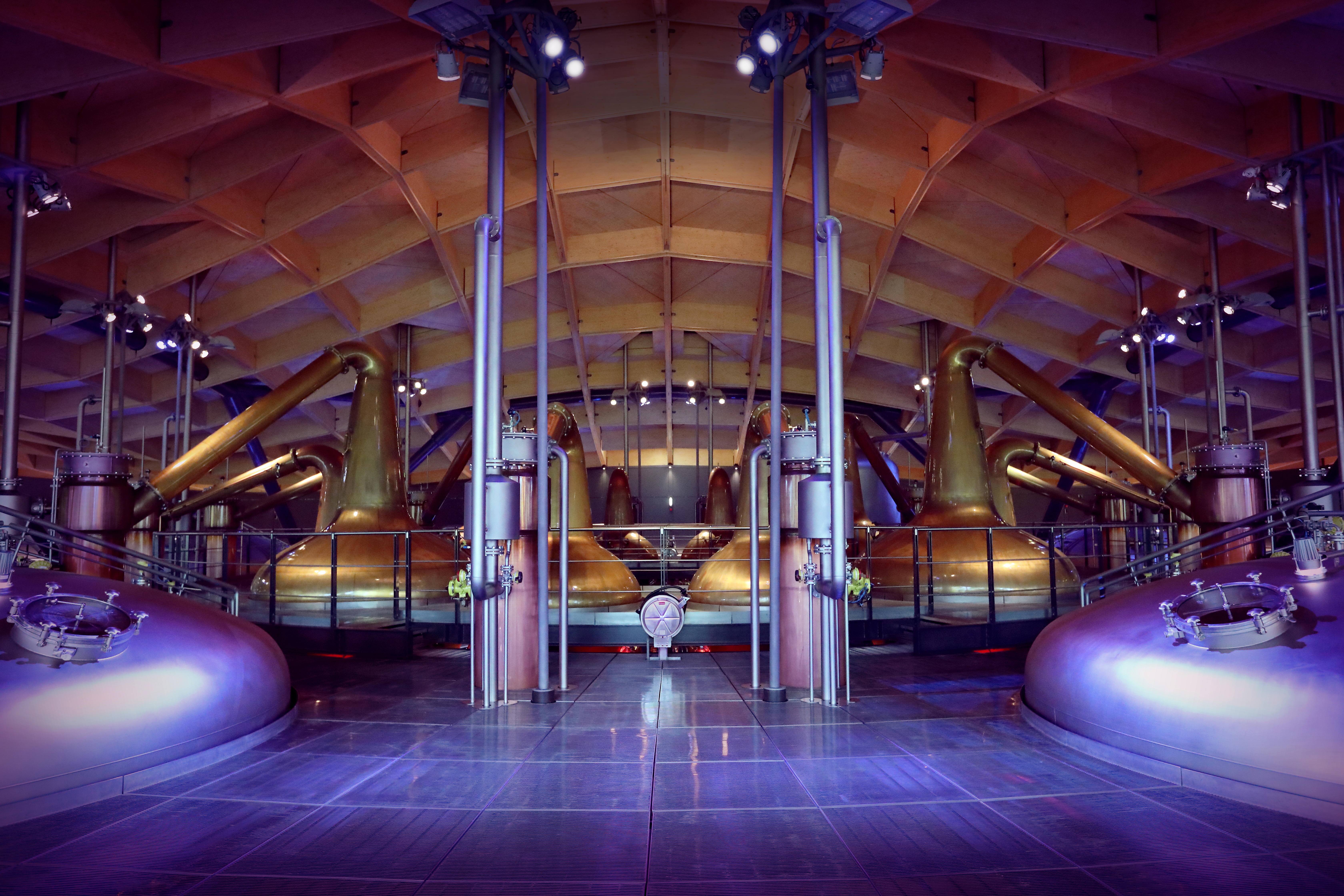
Destillerie

Die Destillerie verfügt über zwei Maischbottiche (mash tuns) (zusammen 12,6 t) und 22 Gärbottiche (wash backs) (zusammen 770.000 l). Destilliert wird in sieben wash stills (je 12.000 l) und 14 spirit stills (je 4.000 l). Die Gesamtproduktion liegt bei 5,5 Mio. Liter jährlich.

## Sonstiges
The Macallan hat den bisher teuersten Whisky der Welt produziert. Der 60 Jahre alte "Macallan Valerio Adami 1926" wurde 2018 bei der Versteigerung in Edinburgh für 848.750 Pfund verkauft, das entsprach rund 947.000 Euro.  Im Jahr 2019 wurde eine einzige Flasche des 60 Jahre alten "Macallan 1926 Single Malt" bei einer Versteigerung sogar für 1,5 Millionen Pfund (umgerechnet ca. 1,74 Mio. €) verkauft. 2023 wurden für eine Flasche eines „The Macallan 1926 Adami“ bei einer Versteigerung bei Sotheby’s 2.187.500 Pfund (knapp 2,5 Millionen Euro) erzielt.
Ein 50 Jahre alter Macallan ist das Lieblingsgetränk von James Bond im Film Skyfall.
Der 18 Jahre alte Macallan ist das Lieblingsgetränk von Harvey Specter aus der Serie Suits.

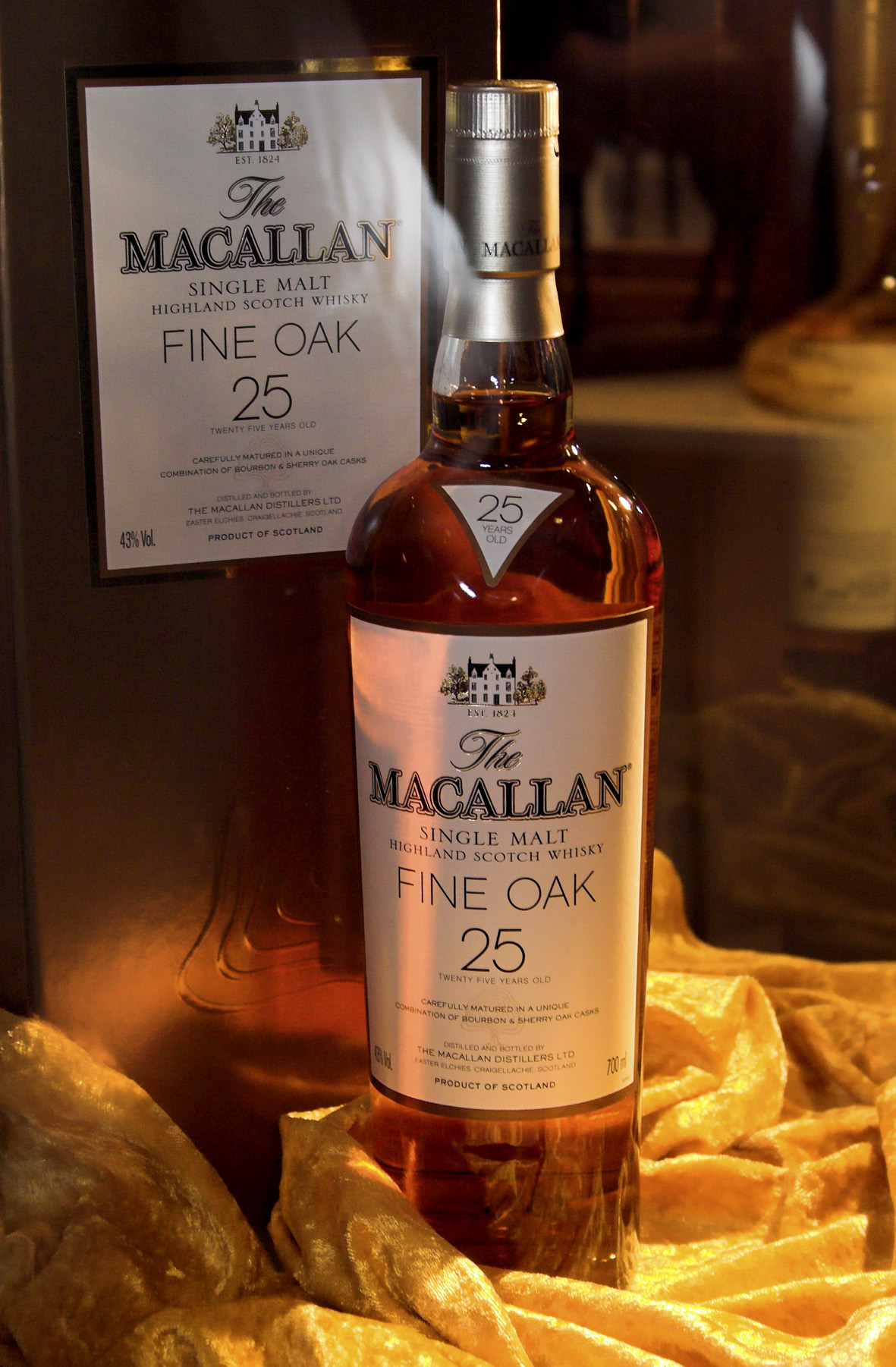
The Macallan – 25 Jahre alt (Präsentation auf der Interwhisky 2004)
The Macallan – 12 Jahre alt
The Macallan – Travel Thirties

Ab 2012 ersetzte Macallan seine bisherigen Abfüllungen durch die 1824 Series ohne Altersangabe. Dabei wurden alle kürzer als 18 Jahre gelagerten Varianten (Sherry Oak 10, Sherry Oak 10 Cask Strength, Sherry Oak 12, Fine Oak 10, Fine Oak 12, Fine Oak 15, Fine Oak 17) durch die vier farbkodierten Mischungen The Macallan Gold, Amber, Sienna und Ruby ersetzt. Alle vier Färbungen beruhen auf der Lagerung und Lagerdauer in den unterschiedlichen Fässern. Macallan färbt seine Whiskys im Gegensatz zu den meisten anderen schottischen Brennereien nicht.
Seit Mitte des Jahres 2018 wurde die 1824 Series wieder eingestellt und Macallan fokussiert sich wieder auf eine Core Range mit Altersangaben. Während der klassische Sherry Oak 12 Jahre nun wieder im Standard-Sortiment enthalten ist, wurde die Fine-Oak-Serie ersetzt. Stattdessen betont Macallan nun wieder wie vor 2012 die verschiedenen Fasstypen und bietet die Varianten Double Cask und eine Triple Cask Matured in verschiedenen Altersstufen an.